# Baron Marney

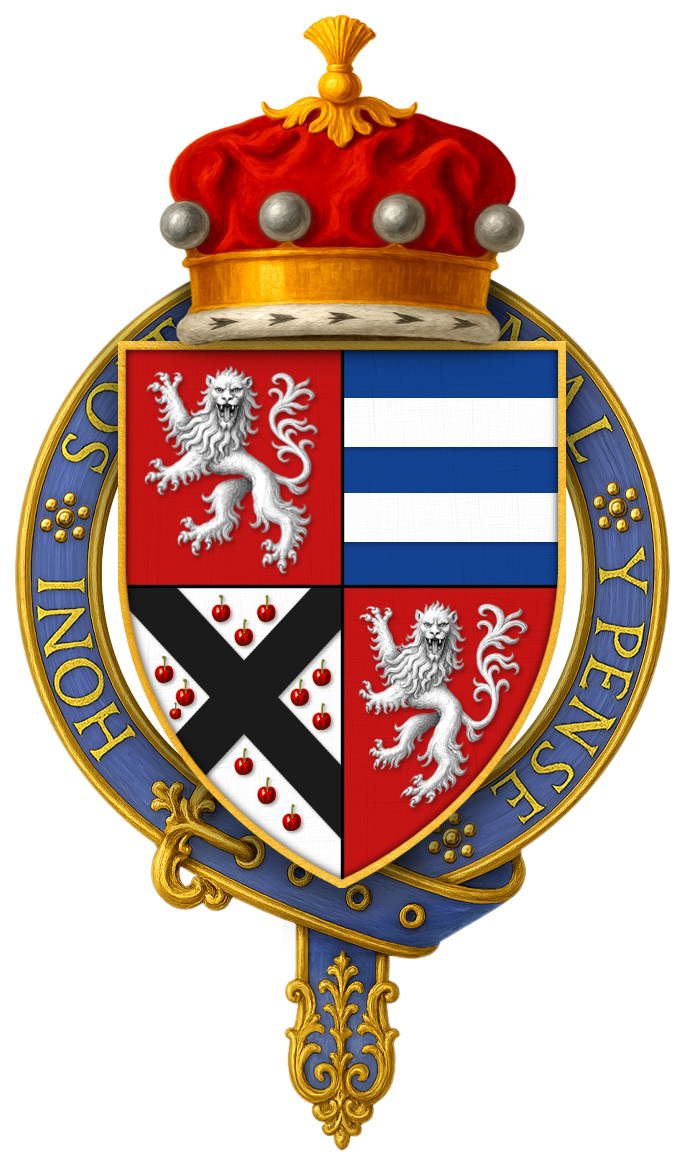
Wappen des Henry Marney, 1. Baron Marney

Baron Marney (auch Marny) war ein erblicher britischer Adelstitel in der Peerage of England.

## Verleihung
Der Titel wurde am 9. April 1523 durch Letters Patent an Sir Henry Marney verliehen. Als dieser bereits am 24. Mai 1523 starb, fiel der Titel an seinen Sohn, als 2. Baron, und erlosch schließlich bei dessen Tod am 27. April 1525.

## Liste der Barone Marney (1523)
- Henry Marney, 1. Baron Marney (um 1447–1523)
- John Marney, 2. Baron Marney (1480–1525)